# The Celts
The Celts – album Enyi wydany w 1992. Zawiera 15 utworów. Album jest reedycją pierwszego albumu Enyi z 1987 r. W stosunku do albumu Enya z 1987 r. płyta różni się długością utworu „Portrait”, gdzie wydłużono go z 1:23 do 3:41 oraz dodano podtytuł (Out of the Blue).

## Lista utworów
1. „The Celts” – 2:57
2. „Aldebaran” – 3:05
3. „I Want Tomorrow” – 4:02
4. „March of the Celts” – 3:17
5. „Deireadh an Tuath” – 1:44
6. „The Sun in the Stream” – 2:55
7. „To Go Beyond I” – 1:21
8. „Fairytale” – 3:04
9. „Epona” – 1:37
10. „Triad” („St. Patrick”, „Cú Chulainn”, „Oisin”) – 4:25
11. „Portrait” (Out of the Blue) – 3:12
12. „Boadicea” – 3:32
13. „Bard Dance” – 1:24
14. „Dan y Dwr” – 1:42
15. „To Go Beyond II” – 2:59

## Certyfikaty i sprzedaż
| Kraj                         | Certyfikat         | Sprzedaż   |
| ---------------------------- | ------------------ | ---------- |
| Argentyna (CAPIF)            | złota płyta        | 30 000+    |
| Australia (ARIA)             | 2× platynowa płyta | 140 000+   |
| Brazylia (Pro-Música Brasil) | platynowa płyta    | 250 000+   |
| Hiszpania (Promusicae)       | złota płyta        | 50 000+    |
| Niemcy (BVMI)                | złota płyta        | 250 000+   |
| Nowa Zelandia (RMNZ)         | złota płyta        | 7 500+     |
| Stany Zjednoczone (RIAA)     | platynowa płyta    | 1 000 000+ |
| Wielka Brytania (BPI)        | platynowa płyta    | 300 000+   |